# Монахинята 2
„Монахинята 2“ (на английски: The Nun 2) е свръхестествен филм на ужасите от 2023 г. на режисьора Майкъл Чейвс, по сценарий на Акийла Купър. Той служи като продължение на „Монахинята“ (2018) и е деветият филм в поредицата за вселената на „Заклинанието“. Джеймс Уан и Питър Сафран се завръщат като копродуценти за проекта. Във филма участват Таиса Фамига, Джонас Блокет, Сторм Рийд, Ана Попълуел и Бони Аарънс, която повтаря ролята си на Валак.
Филмът излиза по кината в Съединените щати на 8 септември 2023 г. от „Уорнър Брос Пикчърс“.

## Актьорски състав
- Таиса Фамига – Сестра Ирен[4]
- Джонас Блокет – Френчи[5]
- Сторм Рийд – Сестра Дебра[6]
- Ана Попълуел – Кейт[7]
- Бони Аарънс – Валак / Монахинята[8]
- Кейтлин Роуз Дауни – Софи[7]